# Joseph-Eugène Limoges
Pour les articles homonymes, voir Limoges (homonymie).
Joseph-Eugène Limoges (15 novembre 1879 - 1er mars 1965) était un homme d'Église canadien qui fut évêque de Mont-Laurier de 1922 à 1965. Originaire de Sainte-Scholastique (Québec), il reçut l'ordre en l'année 1902. Il avait été nommé évêque par Pie XI et consacré à l'épiscopat par Mgr Joseph-Médard Émard avec comme co-consécrateurs Patrick Thomas Ryan et Guillaume Forbes. Mgr André Ouellette (de) lui succède en tant qu'évêque de Mont-Laurier. Il est décédé en 1965.

## Succession apostolique
Joseph-Eugène Limoges a ordonné les évêques suivants :
- Évêque André Ouellette (de) (1957)